# Piper subrubrispicum
Piper subrubrispicum är en pepparväxtart som beskrevs av C. Dc.. Piper subrubrispicum ingår i släktet Piper och familjen pepparväxter. Inga underarter finns listade i Catalogue of Life.